# Luís Filipe
Pour les articles homonymes, voir Fernandes.
Luis Filipe Ângelo Rodrigues Fernandes est un footballeur portugais né le 14 juin 1979 à Cantanhede. 
Il évolue au poste de défenseur.

## Biographie
Luís Filipe joue principalement en faveur du Sporting Braga, du Sporting Portugal, du CS Marítimo et du Benfica Lisbonne.
Il remporte le championnat du Portugal en 2010 avec le Benfica Lisbonne, en ne jouant qu'un seul match de championnat durant la saison.

## Palmarès
- Champion du Portugal en 2002 avec le Sporting Portugal et en 2010 avec le Benfica Lisbonne